# Ferencz József keserűvíz
A Ferenc József keserűvíz egy nagy sókoncentrációjú gyógyvíz, amely hashajtóként, gyomorpanaszok kezelésére alkalmazható.

## Története

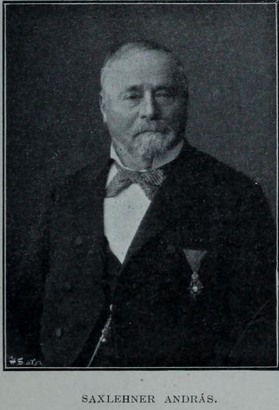
Saxlehner András

A Ferenc József név alatt forgalmazott keserűvizet 1876-ban kezdték árusítani. A védjegyet Hirschler Mór  jegyeztette be 1877-ben. A lelőhelye Budapest XI. kerületében, Őrmezőn található.
Az 1860-as, 1870-es években Saxlehner András, a sikeres Hunyadi János gyógyvíz kútja tulajdonosa szembeszállt több vetélytárssal, akik a szomszédos telkeken igyekeztek újabb kutakat ásatni. Csak a Hirschler Mór (1845–1900) által alapított Ferenc József telep alkotott egy nagyobb egységet. Hirschler Mór keserűvize a 20. század elején országszerte számos újság reklámozta és klinikailag alátámasztották a pozitív hatását. A cég központja az akkori IV. kerületben, a Váci út 18-as szám alatt volt.
1906 júniusában a Ferenc József keserűvíz forrásának 150 munkása (budaörsiek és keresztény szociálisták) sztrájkba lépett azzal az indokkal, hogy a milliomos Hirschler alulfizette őket. Hirschler Mór után özvegye, Steiner Irma tovább vitte az üzletét, a cég vezetője lett. Később 1928-ban az özvegy a fiával, Hirschler Elekkel közösen vezette a céget.